# Czerwona Ukraińska Armia Halicka
Czerwona Ukraińska Armia Halicka, CzUHA (ukr. Червона Українська Галицька Армія) – oficjalna nazwa UHA po „zjednoczeniu” z Armią Czerwoną w lutym 1920 roku.
UHA, licząca około 5000 zdrowych żołnierzy i oficerów na wschodnim Podolu i północno-zachodniej Chersońszczyźnie (Czeczelnik, Berszad, Tyraspol) oraz 15 000 chorych na tyfus plamisty oraz inne choroby, znajdujących się w szpitalach w Winnicy i okolicach, przez epidemię tę (październik-listopad 1919) utraciła całkowicie zdolność bojową, a nawet zdolność przemieszczania się. W tej sytuacji przystano na propozycję ze strony dowództwa radzieckiego, tym bardziej, że Armia Czerwona zwyciężyła właśnie na Ukrainie Prawobrzeżnej Armię Ochotniczą gen. Denikina i zbliżała się do miejsca rozlokowania brygad UHA, a w wojsku narastały nastroje rewolucyjne.
10 lutego gen. Osyp Mykytka rozkazał armii UHA kierować się w stronę Dniestru, aby przejść do Rumunii. Jednak Komitety Rewolucyjne, powstałe przy I i II Korpusie UHA stanowczo sprzeciwiły się tym rozkazom. Jednocześnie władze rumuńskie nie zezwoliły na przekroczenie granicy. Komitet Rewolucyjny w tym samym dniu aresztował gen. Mykytkę i szefa sztabu gen. Gustawa Ziritza (później wywieziono ich do Moskwy i rozstrzelano w lipcu 1920).
12 lutego 1920 roku podpisano umowę Komitetu Rewolucyjnego Komendy Głównej UHA z Komitetem Rewolucyjnym 12 Armii Armii Czerwonej o przejęciu oddziałów i utworzeniu CzUHA. Umowa mówiła o utworzeniu trzech brygad, przydzielonych do różnych dywizji sowieckich. Do czasu podziału całością sił dowodził ppłk Amwrosij Witoszynśkyj, a szefem sztabu był płk. Alfred Schamanek.
Siły CzUHA zostały skoncentrowane w rejonie Berszad-Czeczelnyk-Berydorf. Doszło tam do spotkania z oddziałami UHA. Generał Mychajło Omelianowicz-Pawlenko próbował nakłonić oddziały CzUHA do powrotu w szeregi Armii URL, jednak próba zakończyła się fiaskiem. Wskutek tego 7 i 8 marca doszło do bratobójczych walk w rejonie Berszady i Hajworonu.
W marcu, po reorganizacji, według stanu żywieniowego było 1485 oficerów i 16 688 żołnierzy, w tym stanu bojowego – 663 oficerów, 3820 bagnetów, 558 szabel, 66 dział i 27 karabinów maszynowych. Do tego stanu nie doliczono obozów zbiorczych CzUHA w Kijowie, Odessie, Bałcie i Winnicy.
Po sformowaniu brygad CzUHA przydzielono je do różnych dywizji 12 Armii i 14 Armii Armii Czerwonej: 1 Brygadę CzUHA do 44 Taraszczańskiej Dywizji Strzeleckiej, 2 Brygadę CzUHA do 45 Dywizji Strzeleckiej 12 Armii, 3 Brygadę CzUHA do 41 Dywizji Strzeleckiej 14 Armii. Dowódcami i szefami sztabów brygad zostali: 1 – ppłk Alfred Bisanz i płk Alfred Schamanek, 2 – kpt. Julijan Hołowinskyj i mjr Ferdynand Loner, 3 – kpt. Osyp Stanimir i mjr Wilhelm Lobkowitz.
27 lipca 1920 do Naczelnego Dowództwa UHA w Bałcie przybył Wołodymyr Zatonskyj, wyznaczony na nowego dowódcę i rozpoczął reorganizację, likwidując Komendę Główną. Na jej miejsce utworzono Polowy Sztab CzUHA z siedzibą w Bałcie, na czele z galicyjskim komunistą Wasylem Porajką. Do wydziału politycznego wyznaczono innego komunistę galicyjskiego M. Mychajłyka, a do spraw wojskowych sowieckich oficerów: P. Sołoduba i M. Iwanowa. Utworzono także Trybunał Rewolucyjny, któremu przewodniczył Puczko, a po nim Kryczenko. Zreorganizowano też brygady CzUHA.
W pracy propagandowej Zatonskyj wiele uwagi poświęcił walce klasowej i zwalczaniu ukraińskiego nacjonalizmu. Jednak jego zabiegi nie odniosły większego skutku (przez cały czas istnienia CzUHA nie było ani jednego przypadku wystąpienia żołnierzy przeciwko swoim oficerom). Zakaz śpiewania ukraińskiego hymnu, używania własnego sztandaru i odznak, nienawistna propaganda komisarzy politycznych przeciw oficerom i kapelanom wywoływały opór żołnierzy przeciw władzom sowieckim i spowodowały w końcu dezercję.
Pierwsze opuściły Armię Czerwoną 6, 4 i 1 pułk konny CzUHA (dowódca mjr Edmund Szeparowycz) oraz kureń zapasowy (dowódca kpt. I. Kozak). Później kureń techniczny w Bałcie (dow. K. Kiziuk), a w nocy 24 kwietnia 1920 2 i 3 Brygada CzUHA na froncie polskim.
Pułki konne i kureń techniczny przyłączyły się do armii URL, natomiast 2 i 3 brygady poddały się Wojsku Polskiemu. Tylko 1 Brygada CzUHA walczyła nadal w składzie 44 Dywizji przeciw polskiej armii – została rozbita pod Machnówką i również w większej części trafiła do polskiej niewoli. Żołnierzy szybko zwolniono, natomiast oficerów i większość podoficerów skierowano do obozu jenieckiego w Tucholi. Dezercja większości CzUHA miała fatalne skutki dla żołnierzy pozostających na tyłach frontu. Zostali zaaresztowani i większość z nich zginęła w aresztach Czeka lub w obozie oficerów UHA w Kożuchowie pod Moskwą. 217 oficerów i podoficerów CzuHa w lipcu 1920 Czeka wywiozła do Archangielska i tam rozstrzelała.